# Isovactis carlgreni
Isovactis carlgreni is een Cerianthariasoort uit de familie van de Arachnactidae. De wetenschappelijke naam van de soort is voor het eerst geldig gepubliceerd in 1942 door Leloup.